# Sar Molla
Sar Molla (سرملا en persan) est un village dans le district rural de Gowharan (en) du district de Gowharan (en) dans le comté de Bashagard (en) de la province de Hormozgan en Iran. Lors du recensement de 2006, sa population était de 233 habitants répartis en 56 familles.

## Annexe